# Drátěné kontinuum
Drátěné kontinuum (anglicky „The Wire Continuum“) je vědeckofantastická povídka britských spisovatelů Arthura C. Clarka a Stephena Baxtera z roku 1997.
Literární dílo provází po desetiletých etapách životem Henryho Forbese, zkušebního pilota nových letadel a kosmických lodí, muže, jenž propadl své vzrušující práci. Po celou dobu několika hektických desetiletí mu nedochází, že vlastně před něčím utíká. Děj se odehrává v alternativní historii od konce druhé světové války.
Drátěné kontinuum má několik společných prvků s vůbec první povídkou A. C. Clarka Cestujte po drátě!, která byla vydána v roce 1937 – popisuje historii ovlivněnou vynálezem tzv. radio-transportéru, zařízení umožňujícího přenos předmětů a osob „po drátě“.
Česky vyšla povídka ve sbírce Směr času (Polaris, 2002) v překladu Ladislavy Vojtkové.

## Postavy
- Henry Forbes – protagonista příběhu, zkušební pilot.
- Susan Maxtonová – Forbesova partnerka.

## Příběh
1947: Hatfield, severní Londýn, Anglie
Zkušební pilot Henry Forbes sedí v kokpitu nového stroje a čeká ho test výkonného motoru. Vzpomíná na rušné události během válečných let. Tehdy se seznámil se Susan Maxtonovou, spojařkou. Susan mu vyprávěla o všech těch zázračných zbraních, které mohly Třetí říši poskytnout nedostižný náskok před Spojenci - ať už to byla jaderná zbraň či způsob transportu zbraní po telefonu. Teď se však musí oprostit od vzpomínek a soustředit se na svůj úkol.
1957: Preston, Anglie
Susan Maxton Forbesová doprovází svého manžela na schůzku s konstruktéry kanceláře English Electric. Henry je populární, v centru dění a ona cítí, že jí nedokáže projevit dostatek pochopení pro její práci. Pracuje na radio-transportérech, zařízeních schopných přenášet předměty. Zatím je vše ve fázi vývoje. Její muž se raději věnuje přenosu z australské Woomery, kde startuje nový stroj Blue Streak. Připravuje se nová technologie zvaná Mustard – zařízení pro kosmickou přepravu a záchranné služby.
1967: Woomera, Jižní Austrálie
Ve Woomeře testuje Forbes Congrev, stroj schopný dosáhnout oběžné dráhy. Technologie cestování po Drátu změnila svět. Jeho žena zbohatla, když výhodně investovala do firem vyrábějících počítače. Henry Forbes figuruje v plánech mezinárodního programu, který má ambice během 10 let dopravit lidi na Měsíc.
1977: Základna Procellarum
Program byl úspěšný, Henry Forbes je společně s Buzzem Aldrinem a Alexejem Leonovem prvním člověkem na Měsíci. Jejich úkolem je nainstalovat zde Drátový přenašeč (teleport je nyní již bezdrátový, název se ale zachoval). Jakmile jsou hotovi, použijí jej k návratu domů. Kolonizace vesmíru může začít. Forbesovi se honí hlavou myšlenky o další misi. Ačkoli všichni očekávají, že svou práci přenechá mladším, on se na nic takového nechystá. Susan jej obviňuje, že odmítá stárnutí.
1987: Brunelův dok, nižší oběžná dráha Země
Forbes se nachází na kosmické stanici na oběžné dráze. Už se nemůže vrátit na Zemi, protože zanedbával pravidelná cvičení a atrofovaly mu svaly, na Zemi by byl odkázaný na invalidní vozík. Přemýšlí, jak technika změnila civilizaci a také zasáhla do jeho života a života Susan. Pro svá zaměstnání si spolu nedokázali vytvořit pevnější pouto.
1997: Discovery, oběžná dráha Marsu
Osmdesátiletý Forbes je na palubě prvního hvězdoletu poháněného nukleárním motorem NERVA-4, jenž má namířeno k Alfě Centauri. Ví, že se nedočká příletu (cesta má trvat 30 let), ale domů se stejně nemůže vrátit. Cítí se odcizený v přetechnizovaném prostředí a touží uniknout – ke hvězdám.
2007: Oxford, Anglie
Susan posílá zprávu Forbesovi, zmiňuje nové technologie jako např. objev nadsvětelného cestování nebo nanobrány. Vypráví, že pro mládež už je pojem národ pasé, přenosy civilizaci naprosto globalizovaly. Svým způsobem začíná chápat pohnutky svého bývalého manžela.
2017: mezi hvězdami
Zdravotní stav Henryho Forbese je špatný, smysly má otupené – s výjimkou vnímání bolesti, tu cítí stále. Umírá a v posledních okamžicích se zbavuje strachu. Sedí v kabině za kniplem Vampýra a dole se rozprostírá Země. Už není kam spěchat.